# Henry County (Kentucky)
Henry County ist ein County im Bundesstaat Kentucky der Vereinigten Staaten. Das U.S. Census Bureau hat bei der Volkszählung 2020 eine Einwohnerzahl von 15.678 ermittelt.
Der Verwaltungssitz (County Seat) ist New Castle, und die größte Stadt ist Eminence.

## Geographie
Das County liegt im Norden von Kentucky, ist im Norden und Westen jeweils etwa 20 km vom Bundesstaat Indiana entfernt und hat eine Fläche von 754 Quadratkilometern, wovon fünf Quadratkilometer Wasserfläche sind. Es grenzt im Uhrzeigersinn an folgende Countys: Carroll County, Owen County, Franklin County, Shelby County, Oldham County und Trimble County.

## Geschichte
Henry County wurde am 14. Dezember 1798 aus Teilen des Shelby County gebildet. Benannt wurde es nach Patrick Henry, einem prominenten Vertreter der Amerikanischen Unabhängigkeitsbewegung und Patrioten.
Insgesamt sind elf Bauwerke und Stätten des Countys im National Register of Historic Places eingetragen (Stand 4. Oktober 2017).

## Demografische Daten

Unknown Confederate Soldier Monument in Horse Cave, gelistet im NRHP

Nach der Volkszählung im Jahr 2000 lebten im Henry County 15.060 Menschen in 5.844 Haushalten und 4.330 Familien. Die Bevölkerungsdichte betrug 20 Einwohner pro Quadratkilometer. Ethnisch betrachtet setzte sich die Bevölkerung zusammen aus 93,97 Prozent Weißen, 3,30 Prozent Afroamerikanern, 0,24 Prozent amerikanischen Ureinwohnern, 0,35 Prozent Asiaten, 0,02 Prozent Bewohnern aus dem pazifischen Inselraum und 1,26 Prozent aus anderen ethnischen Gruppen; 0,86 Prozent stammten von zwei oder mehr Ethnien ab. 2,25 Prozent der Bevölkerung waren spanischer oder lateinamerikanischer Abstammung.
Von den 5.844 Haushalten hatten 33,8 Prozent Kinder und Jugendliche unter 18 Jahre, die bei ihnen lebten. 58,7 Prozent waren verheiratete, zusammenlebende Paare, 10,4 Prozent waren allein erziehende Mütter, 25,9 Prozent waren keine Familien, 22,0 Prozent waren Singlehaushalte und in 9,9 Prozent lebten Menschen im Alter von 65 Jahren oder darüber. Die Durchschnittshaushaltsgröße betrug 2,57 und die durchschnittliche Familiengröße lag bei 2,97 Personen.
Auf das gesamte County bezogen setzte sich die Bevölkerung zusammen aus 25,4 Prozent Einwohnern unter 18 Jahren, 7,9 Prozent zwischen 18 und 24 Jahren, 29,7 Prozent zwischen 25 und 44 Jahren, 24,7 Prozent zwischen 45 und 64 Jahren und 12,3 Prozent waren 65 Jahre alt oder darüber. Das Durchschnittsalter betrug 37 Jahre. Auf 100 weibliche Personen kamen 99,3 männliche Personen. Auf 100 Frauen im Alter von 18 Jahren alt oder darüber kamen statistisch 95,9 Männer.
Das jährliche Durchschnittseinkommen eines Haushalts betrug 37.263 USD, das Durchschnittseinkommen der Familien betrug 45.009 USD. Männer hatten ein Durchschnittseinkommen von 31.478 USD, Frauen 21.982 USD. Das Prokopfeinkommen betrug 17.846 USD. 10,4 Prozent der Familien und 13,7 Prozent der Bevölkerung lebten unterhalb der Armutsgrenze. Davon waren 15,5 Prozent Kinder oder Jugendliche unter 18 Jahre und 19,9 Prozent waren Menschen über 65 Jahre.

## Orte im County
- Bellview
- Bethlehem
- Campbellsburg
- Defoe
- Delville
- Drennon Springs
- Eminence
- Fallis
- Franklinton
- Gest
- Jericho
- Lacie
- Lockport
- New Castle
- North Pleasureville
- Orville
- Pendleton
- Pleasureville
- Port Royal
- Slabtown
- Sligo
- Smithfield
- Sulphur
- Tarascon
- Turners Station